# Kašna Čtyři lvi

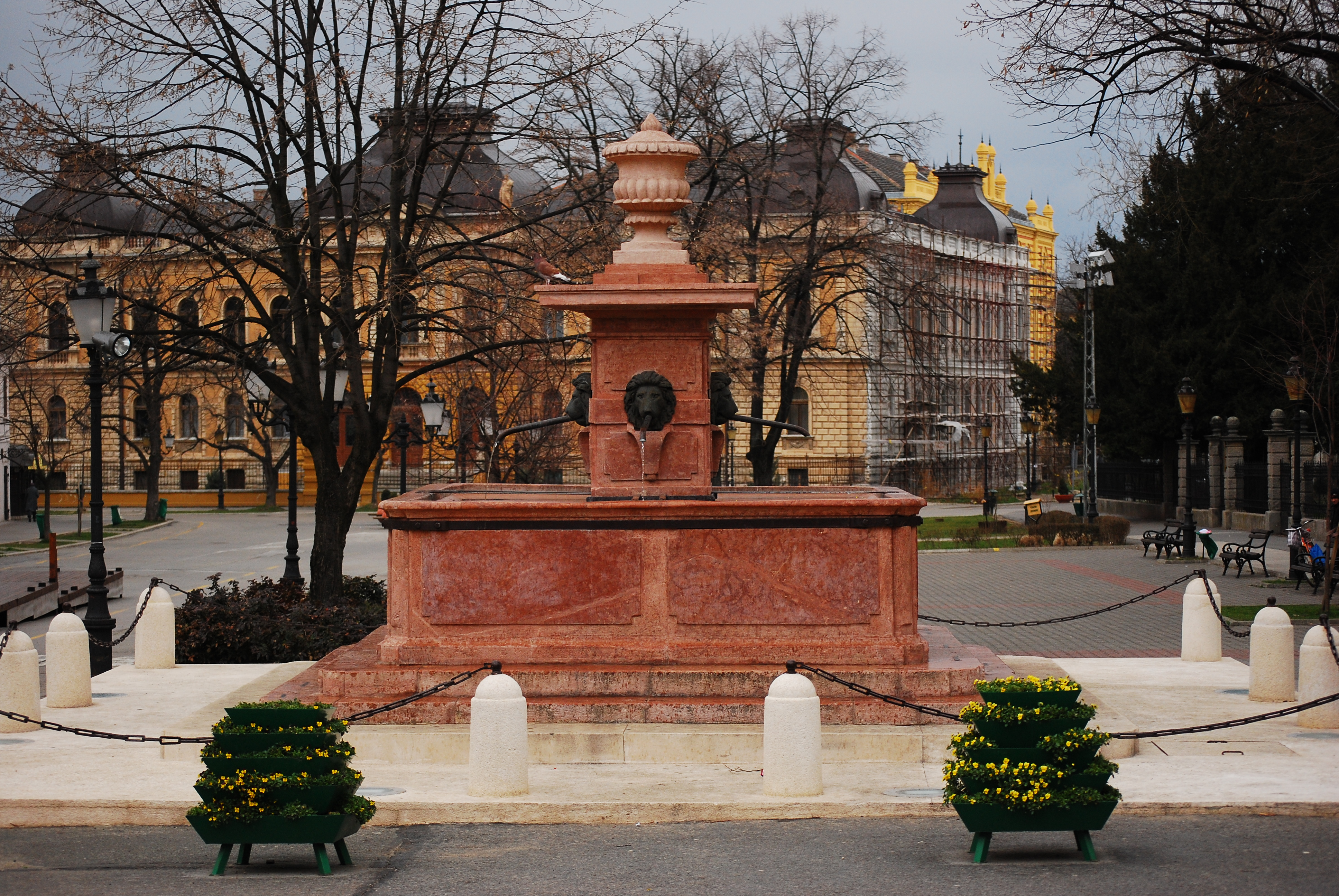
Kašna z červeného mramoru

Kašna Čtyři lvi (srbsky v cyrilici Чесма Четири лава, v latince Česma Četiri lava) se nachází na náměstí Branka Radičeviće ve Sremských Karlovcích.
Fontána byla zbudována v roce 1799 v souvislosti se stavbou prvního vodovodního řadu ve Sremských Karlovcích. Postavení kašny inicioval fyzik Jovan Živković, a financování stavby zajistil metropolita Stefan Stratimirović. Návrh kašny pochází od italského architekta Giuseppe Apriliho. V letech 1858 a 1925 byla kašna obnovena. V roce 1903 byla kašna umístěna na současné místo, a to v souvislosti s dokončením stavby budovy gymnázia. Poslední rekonstrukce kašny se uskutečnila roku 2008 pod vedením profesora Miodraga Radulovačkého.